# Svarttjärnen (Åre socken, Jämtland, 702989-135308)
Svarttjärnen är en sjö i Åre kommun i Jämtland och ingår i Indalsälvens huvudavrinningsområde.